# Batocera rubus
Batocera rubus är en skalbaggsart som först beskrevs av Linne 1758.  Batocera rubus ingår i släktet Batocera och familjen långhorningar.
Artens utbredningsområde är:
- Filippinerna.
- Sri Lanka.

Inga underarter finns listade.